# 尋常性白斑
尋常性白斑（じんじょうせいはくはん、英: vitiligo vulgaris）は、皮膚の色素メラニンを生成する部位（メラニン細胞）の損失を不規則に引き起こす、慢性的な皮膚疾患である。先天性の遺伝子疾患であるアルビノと異なり、後天性疾患である。別名はしろなまず（白癜）。
米国の歌手、マイケル・ジャクソンの外観の変化はこの病気によるもので、そのことが公にされたのは司法解剖後であった。

## 原因
原因は不明な部分が多い。研究の結果、遺伝、自己免疫疾患、環境要因の組み合わせにより引き起こされると示唆されている。皮膚の色を構成するメラニンを生成するメラニン細胞（メラノサイト）が消失、あるいは機能停止しているとも示唆されている。
症状が頭髪部分に来ると、その部分の毛の色が白くなる場合もある。
チロシンの誘導体とみなせるフェノール化合物や、一部成分で色素脱失が生じることがあり、これは通常の白斑と鑑別できる特徴はなく「化学物質による白斑」とされる。化学物質による白斑は通常は接触した部位に起こるが、離れた部位にも生じることがある。
スキンケア化粧品（薬用化粧品）に含まれていた美白成分ロドデノールにより、2013年に白斑が起きて問題となった。

## 疫学
全ての白斑のうち、尋常性白斑が6割を占める。2009年に発表された論文では、日本での疾患発生率は1.68%であった。全世界では、0.5-1%が罹患しているとされる。治療抵抗性で再発しやすい。アメリカ合衆国での疾患発生率は、1%-2%と考えられている。
20-30%の尋常性白斑患者で、家系内発症がみられる。

## 分類
汎発型
皮膚分節と無関係に脱色素斑が多発して生じる。徐々に脱色素斑が新生、拡大し、最終的には全身に広がる。甲状腺機能異常が合併することもある。メラニン細胞（メラノサイト）に対する血中自己抗体が出現し、メラニン細胞が死滅することにより生じる、自己免疫疾患の一つである。甲状腺機能異常を合併していることが多いのもこの関係があると考えられる。
神経分節型
後天性で、思春期などにおける精神の不安定さがある若年者、またはストレスや皮膚への過剰な刺激を受けた直後に多く発症し、皮膚分節に一致して脱色素斑が出現する。皮膚分節を超えて拡大することはない。体の片側だけに出現することが多い。局所の自律神経障害が原因であるが、正確なことはわかっていない。メラニン細胞は完全に死滅していない。

## 治療
治療抵抗性で再発しやすい。ステロイド外用薬やナローバンドUVB療法が治療の第一選択となる。
治療としては日焼けを避けることで、本来の皮膚の色を白くし、患部を比較的目立たなくさせる場合もある。セラピーメイクや刺青、皮膚移植を行うことで、患部と正常部位の境目を無くしたり目立たなくする例もある。
2012年の日本のガイドラインでは、ステロイド外用薬の推奨度が高く、推奨度AからBとされる。推奨度Bでは、タクロリムス軟膏（カルシニューリン阻害剤）、PUVA療法（紫外線治療）と、同じく光線を用いるなら治療効果に優れるナローバンドUVB療法（紫外線B波治療）が優先される。推奨度C1からC2ではビタミンD3外用薬でPUVAやUVBとの併用が考慮されてもよく、推奨度C1では308nmエキシマレーザーライト照射である。
ステロイド外用薬では限局型の白斑では75%の色素再生がなされ、2か月までに効果がなければ他の治療へ変更する。汎発型では20%であるため、UVBなどの光線療法が第一選択となり推奨度Bとなる。ステロイドの副作用には、皮膚萎縮や毛細血管拡張が含まれる。
ナローバンドUVB療法ではソラレンを使わないが、PUVA療法ではソラレンを併用して光に対し過敏にするため、主な副作用に重度の日焼け、水疱、色素沈着がある。経口のPLエキス（フェーンブロック）を使って、PUVAかUVBを併用したいくつかの二重盲検試験があり、色素が戻ることが偽薬より多く、ひとつの試験では頭部・首で多かったが体幹や四肢では偽薬との差はなかった。白斑ではメラニン細胞が失われているが、基礎研究では白斑の人でもこれに分化しうる幹細胞が存在しているため、分化を促す治療が見つかれば理想的である。紫外線による治療はこの分化を促す再生医療の例であるが、まだ完全な回復率とはなっていない。
モノベンゾン（ハイドロキノンモノベンジルエーテル）は、身体の半分以上など広範囲に白斑があり、治療に反応しない場合に、白斑を完遂させるための脱色治療として使われる。日本での報告では、顔面では約4か月間で治療を終えている。マイケル・ジャクソンが行った方法と言われている。

### 有効性
300人に対して計1060か所で実施した2018年の研究では、自分の表皮細胞の白斑部位への注射によって、注射から9か月時点で半分以上の再色素沈着が起こった割合は32.2%で、顔、首、体幹が反応しやすかった。2019年の21人でのランダム化比較試験では、さらにこの表皮細胞液を多血小板血漿 (PRP) と共に注射した場合、表皮細胞液のみを注射するよりも6か月時点で再色素沈着が多かった。
2018年の薬草のレビューでは、PLエキスとソラレン代替のケリン以外では、結果に一貫性がなかったり、多くとも研究が1、2件しか挙げられていない。計25人の研究でマイクロニードリング（0.5ミリまで）と併用したフルオロウラシルの方が、同じく併用したタクロリムスより再色素沈着に有効であった。

### 子供の白斑
2010年の調査では、子供の白斑はステロイド外用薬に比較してカルシニューリン阻害剤（タクロリムス）は、同等の有効性だが副作用がより安全であり、全身性の白斑における光線療法ではPUVA療法よりも色素沈着率と安全性においてナローバンドUVB療法が優れ、治療を行わないことも無害な選択肢となるとした。

## マイケル・ジャクソンについて
アメリカの歌手、マイケル・ジャクソンの外観には白斑が見られるが、これは撮影の際に負った頭部火傷やストレスなどによる後天的発症であり、先天的な異常ではない。彼は長らく偏見報道に悩まされていた。彼の病が公的に証明されたのは死後の司法解剖であった。